# Canal Winchester, Ohio
Canal Winchester là một thành phố thuộc quận Franklin, tiểu bang Ohio, Hoa Kỳ. Năm 2010, dân số của thành phố này là 7101 người.

## Dân số
- Dân số năm 2000: 4478 người.
- Dân số năm 2010: 7101 người.